# Убойная сила (сезон 6)
Убойная сила-6 — шестой сезон детективного сериала «Убойная сила». Производство студии «Слово» для компании «Первый канал». Вышел на экраны 26 сентября 2005 года, однако премьера серии "Братство по оружию" состоялась на Первом канале 14 марта 2004 года.

## Сюжет
Продолжение детективного комедийного сериала о сотрудниках убойного отдела Игоря Плахова и Василия Рогова и их сослуживцах. В этом сезоне их самое увлекательное путешествие — в Южную Африку, на поиски пропавшего российского учёного.
Подполковник Шишкин уходит из убойного отдела. Макс Виригин увольняется из органов, работает адвокатом и начальником службы безопасности отеля, но связи с друзьями не теряет. В последних сериях Виригин возвращается и становится начальником убойного отдела. В связи с тем, что Хабенский ушёл из сериала (из-за съёмок в фильме «Дневной дозор»), его героя Игоря Плахова после Африки отправили в длительную командировку.

## Список серий
- 1 . «Братство по оружию»; режиссёр Дмитрий Иосифов

Оперуполномоченный Уваров вместе со стажёром накрывает своднический притон. Одна из задержанных путан — Николь — умоляет отпустить её взамен на дачу показаний. Задержанная рассказывает об убийстве сутенёра парнем из Нарвы — те не сошлись в цене, из-за чего возникла драка и приезжий не рассчитал силы, так как посмел явиться в состоянии сильного опьянения. Уваров связывается с убойным отделом, где данное убийство числилось в ряду нераскрытых. В результате полученной информации от Николь, Плахов и Уваров отправляются в Нарву для установления личности убийцы…
- 2 — 4. «Мыс Доброй Надежды»; режиссёр Дмитрий Иосифов
  - Часть 1

Во время туристической поездки в ЮАР пропадает российский профессор Данилов, известный первооткрыватель мест добычи алмазов. Его друг — бизнесмен Жданович — обращается за помощью к Плахову и Рогову. Опера отправляются в Африку искать пропавшего профессора. Встретившая их экскурсовод Даша предлагает им отправиться на экскурсию в саванну. Остановившись в отеле, Плахов и Рогов замечают на стене среди других фотографию профессора с рейнджером. Они понимают, что напали на верный след. Плахов скачивает из компьютера информацию о постояльцах отеля. Среди них оказывается профессор Войцеховский, въехавший в один день с Даниловым, и некто Эндрю Фишер. Сделав запрос в Москву, опера узнают, что Эндрю Фишер — это Андрей Рыбаков, бывший военный из города Энгельса, а профессор Войцеховский заведовал кафедрой геологии и недр, где работал Данилов…
- - Часть 2

Зная, что Войцеховский обладает секретной информацией, переданной ему Даниловым, Фишер не позволяет ему покидать гостиницу. В это же время в Африку к своему бывшему подопечному, вождю одного из племён Пете Нгубиеву приезжает Уваров, а на имя Эндрю начинают поступать зашифрованные послания. Рыбаков пытается выяснить, кто из приезжих является секретным агентом. Убедившись, что Уваров приехал из Санкт-Петербурга, Эндрю решает, что агент — он и начинает тому задавать наводящие вопросы. Уварову приходится подыгрывать. Но, как назло, планы Уварова нарушает Даша, а планы Рыбакова нарушает русский бандит Мотя, приехавший с любовницами на отдых.
- - Часть 3

Плахов, Рогов, Уваров и Петя Нгубиев отправляются на поиски профессора через границу в Зимбабве. По пути они сталкиваются с неизвестным племенем. Бежать удается только Плахову и Уварову, а Рогов и Нгубиев попадают в плен. Вождь племени уже собирается произвести над ними казнь, но оказавшийся там Данилов говорит, что Рогов якобы может вызвать дождь. Рогову ничего не остаётся, как изображать обряд вызова дождя. В поисках друзей Плахов и Уваров сбиваются с пути и оказываются в саванне. Уварова разбивает радикулит, он не может идти. Плахов тащит его на себе до заброшенной дозорной вышки. Только наутро приезжает Рыбаков. Он пытается устранить Плахова и Рогова. Но в это время подъезжают Даша, Мотя с любовницами и рейнджер, а затем прилетает муж Даши, пожарный вертолётчик Володя. Благодаря стараниям Даши и Володи, Плахову и Уварову удаётся арестовать Рыбакова, но вместо того, чтобы отправить последнего в Россию, они отдают его в рабство туземцам, у которых были в плену Рогов, Нгубиев и Данилов.
- 5. «Овертайм»; режиссёр Ульяна Шилкина

Игорь Плахов уезжает в командировку и больше в течение сезона не появляется в отделе.
Бывший администратор хоккейной команды «Аврора» Андрей Савоськин ожидает вызова из Канады, куда он — втайне от всех — собирается уезжать со своей девушкой Лизой. Во время словесного конфликта с возлюбленной, Савоськин говорит, что Родионова ничего не понимает в хоккейном бизнесе и поэтому покупает плохих игроков, исключение составляет лишь вратарь Сева Соболев. Успокоив любимого, Лиза отдает ему билеты на завтрашний рейс в Монреаль. Но в аэропорту Андрей так и не появляется. Не на шутку встревожившись, Лиза приезжает к нему и обнаруживает его в квартире убитым, о чём немедленно сообщает в милицию. Рогов и Виригин начинают расследование среди участников «Авроры»…
- 6. «Благие намерения»; режиссёр Андрес Пуустусмаа

Из зала суда после оглашения приговора сбегает подсудимый Кедров, получивший восемь лет за махинации с продажей оргтехники на 100 тысяч долларов. При побеге тот убивает одного из конвоиров — Наумова. Расследованием преступления занимаются Любимов, Виригин и Рогов. Они начинают выяснять, как у подсудимого мог оказаться пистолет Макарова. Подозрение падает на второго конвоира — Малышева.
В это же время дочь Макса Виригина Юля пробует поступить в ВУЗ. Под давлением матери, одна даёт взятку одному из профессоров, но не поступает, так как профессор был одним из мошенников — подручным Кедрова…
- 7. «Право на защиту», режиссёр Андрес Пуустусмаа

В одном из парков Санкт-Петербурга убит профессор Машиностроительного института. Рогов и Любимов выдвигают версию, что профессора мог убить кто-либо из студентов, не сдавших сессию, и начинают расследование по студенческим общежитиям. Под подозрение попадает Вадик Брилёв — один из студентов, не сдавших экзамен у погибшего…
- 8. «Царь зверей»; режиссёр Андрес Пуустусмаа

Сотрудники организации по защите животных «Зелёная планета» решают самостоятельно положить конец незаконной торговле редкими животными. Представившись рядовыми покупателями, они вступают в контакт с торговцами-браконьерами, но их операция проваливается, после чего им приходится обратиться за помощью в убойный отдел. В процессе расследования Любимов и Рогов выходят на директора птичьего рынка, через которого и происходит незаконная торговля, после чего решают внедрить на рынок одного из своих сотрудников — Гришу Стрельцова. Опера даже не подозревают, что раскрыв это дело, они серьёзно поссорят двух влиятельных олигархов города…
- 9.'«Выгодный жених»'; режиссёр Александр Карпиловский

К начальнику службы безопасности отеля «Пулково» Виригину приводят валютную проститутку Зинаиду Архипову, известную под кличкой «Заноза». Та даёт показания на группу убийц, которая заманивает в Россию иностранных женихов с целью ограбления и последующего убийства. По наводке «Занозы», опера выходят на Надежду. Рогов и Виригин организовывают переписку с ней и готовят операцию, представляя очередным «женихом» подполковника Егорова…
- 10.'«Казачий разъезд»'; режиссёр Вадим Островский

Работник НИИ и хорунжий казачьего полка Сергей Малахов вместе с приятелем Плотниковым задерживают подростка Севу Кочергина, укравшего у дамы сумочку. В это же время к есаулу казачьего полка Седых приходит жаловаться директор магазина — офицер полка Валера Панин, под предлогом «крыши», украл бутылку виски. Несколько позже Малахова находят убитым. Под подозрение попадает Панин, однако опера понимают, что к убийству офицеры полка непричастны…
- 11.'«Ставки сделаны»'; режиссёр Антон Борматов

Старший инспектор Управления природопользования Чертков получает крупную взятку от некоего Пригожина с целью помочь ему оформить права собственности на дом и участок. После заключения сделки к коррумпированному оперу приходят работники УБЭП, чтобы взять его с поличным, но чемодана с деньгами не обнаруживают. В результате чего Чертков решил обратиться за помощью к своему приятелю — владельцу сети игровых автоматов Заботину, чтобы тот подстроил ему крупный выигрыш. Однако деньги выигрывает случайно оказавшийся в тот вечер в салоне Вася Рогов. Чуть позже по подозрению в хранении и распространении наркотиков арестовали сына Черткова Стаса. Коррупционер решил обратиться за помощью к Рогову. Тот согласился помочь выкупить Стаса и отдаёт Черткову все деньги, даже не подозревая, что сам начал страдать лудоманией…
- 12.'«Контрольная закупка»'; режиссёр Вадим Островский

Бывший бомж Альберт Померанцев повторно начинает заниматься бизнесом и организовывает ИП «Русские веники», специализирующееся на производстве веников для бань. В одной из бань он знакомится с американским бизнесменом Давидом и заключает с ним контракт на поставку партии веников в США. Хозяин бани Крайнов предлагает Померанцеву продать ему фирму, однако тот отказывается, ссылаясь на оперов из убойного отдела, которым, в свою очередь, соглашается помочь выйти на след группировки скупщиков оружия и тротила…

## Съёмочная группа

### Создатели
- Режиссёры: Антон Борматов, Дмитрий Иосифов, Александр Карпиловский, Вадим Островский, Андрес Пуустусмаа, Ульяна Шилкина
- Сценаристы: Олег Дудинцев, Андрей Кивинов
- Оператор: Илья Дёмин, Игорь Клебанов, Валерий Мартынов, Сергей Мачильский, Юрий Райский
- Композиторы: Игорь Матвиенко, Максим Дунаевский, Святослав Курашов.
- Художники: Елена Жукова, Павел Новиков, Андрей Понкратов
- Продюсеры: Анатолий Максимов, Константин Эрнст, Сергей Мелькумов
- Производство: Продюсерская компания «Слово» по заказу «Первого канала»
- Дубляж (серия «Мыс Доброй Надежды») Андрей Гаврилов

### В главных ролях
- Евгений Ганелин — Георгий Максимович Любимов, майор милиции
- Сергей Кошонин — Максим Павлович Виригин, майор милиции, начальник 2 отдела УУР
- Михаил Пореченков — Никита Андреевич Уваров, капитан отдела нравов
- Андрей Федорцов — Василий Иванович Рогов, старший лейтенант милиции
- Константин Хабенский — Игорь Сергеевич Плахов, капитан милиции
- Виктор Соловьёв — Григорий Геннадьевич Стрельцов, майор милиции
- Виктор Костецкий — Александр Александрович Максимов, генерал-майор милиции, начальник ГУВД Санкт-Петербурга и Ленинградской области
- Александр Тютрюмов — Сергей Аркадьевич Егоров, подполковник МВД
- Виктор Бычков — Альберт Викторович Померанцев, бомж-информатор, впоследствии — бизнесмен
- Георгий Штиль — Фёдор Ильич Петров, тесть Рогова
- Ольга Калмыкова — тёща Рогова

### В ролях
- Анна Астраханцева
- Марат Башаров — Володя, пожарный лётчик
- Александр Баширов — Татаринов, олигарх
- Тарас Бибич — Андрей Савоськин, бывший хоккеист
- Елизавета Боярская — Лиза, девушка Савоськина
- Сергей Векслер — Матвей Смирнов («Мотя»)
- Лидия Вележева — Мария Родионова
- Эммануил Виторган — Луговой
- Владислав Галкин — Беспалов
- Юрий Герцман — Горохов
- Наталья Гудкова — Валя
- Михаил Евланов — Кабанов
- Раиса Рязанова — Соколова
- Алексей Жарков — «Рыба», вор в законе
- Владимир Зайцев — Мельников
- Валерий Золотухин — Юрий Сергеевич Данилов, учёный-геолог
- Александр Карпиловский — Соколов
- Юрий Колокольников — Малышев, конвоир
- Сергей Колтаков — Крутиков
- Татьяна Кузнецова — Жена Малахова
- Кристина Кузьмина — Юля, кассирша
- Гоша Куценко — Эндрю Фишер, он же Андрей Рыбаков
- Владимир Литвинов — Родионов
- Юлия Маврина — Нина Кирилловна Лукина («Николь»), путана
- Юрий Макеев — Соболев
- Ростислав Матвеев — Миша
- Андрей Мерзликин — Сергей Фёдорович Кедров, мошенник-беглец
- Владимир Миронов — Семыгин
- Анна Михалкова — Даша, экскурсовод в ЮАР
- Станислав Никольский — Толик Лепёхин, стажёр Уварова
- Виктор Раков — Лунин, мошенник, подручный Кедрова
- Екатерина Редникова — Лиза Лунина
- Александр Робак — Макс Чибисов, преступник из Нарвы
- Пётр Семак — Малахов
- Екатерина Семёнова — Надежда Соколова
- Григорий Сиятвинда — Петя Нгубиев
- Виктор Смирнов — Морозов
- Артур Смольянинов — Панин
- Янина Соколовская — Галя
- Александр Строев— Абрамов
- Семён Стругачёв — Семён Черныга, судмедэксперт
- Богдан Ступка — Войцеховский, профессор кафедры геологии и недр
- Наталья Суркова — Ирина Виригина
- Юрий Кузьменков — Соколов
- Лембит Ульфсак — Мартин
- Альберт Филозов — Плисов
- Ольга Погодина — Зинаида Архипова («Заноза»), валютная проститутка
- Лариса Шахворостова — Черемыкина
- Егор Тимофеев — Вадим Брилёв, студент
- Игорь Ясулович — Жданович
- Вадим Бурлаков — Серов, капитан хоккейной команды
- Олег Гущин — отец Брилёва
- Ольга Кирсанова-Миропольская — продавщица Марина
- Михаил Горевой — Заботин, владелец сети игровых автоматов
- Фёдор Добронравов — продавец на птичьем рынке
- Борис Хвошнянский — Алексей Чертков, коррумпированный старший инспектор Управления природопользования